# Koffi Dakoi
Koffi Edgard Dakoi (nacido en Agboville, Región de Agnéby-Tiassa, Costa de Marfil, 26 de agosto de 1999) es un futbolista marfileño que juega como centrocampista defensivo.

## Trayectoria

### Inicios
Dakoi empezó a jugar fútbol en su ciudad natal de Agboville, en el sureste de Costa de Marfil, donde practicaba en una cancha que había cerca a su casa y en la calle, donde jugaba sin zapatos, algo común en su país. Fue reclutado por la Ivoire Academie donde comenzó su formación.
Sus progresos con la selección juvenil de Costa de Marfil lograron que a inicios de septiembre de 2017, Dakoi fuera registrado en el Tigres Premier, equipo filial de Tigres de la UANL de México, convirtiéndose en el segundo jugador africano en llegar a este club, luego del nigeriano Ikechukwu Uche, que lo hizo en 2015 y bajo un contrato de tres años. Con Tigres Premier disputó 11 partidos distribuidos en 931 minutos en la tercera categoría del fútbol mexicano. Incluso, fue inscrito a sus 18 años a la Liga de Campeones de la Concacaf 2018.
A fines de marzo de 2018, Tigres decidió cederlo por todo el año 2018 a Universidad de San Martín de la Primera División del Perú en calidad de préstamo.

### Universidad de San Martín
Con el club blanco debutó el 31 de marzo de 2018 en la fecha 9 del Torneo de Verano ante Comerciantes Unidos. Ese día, Dakoi ingresó al minuto 63 en lugar de Yamir Oliva. El 12 de agosto, luego de varios partidos con San Martín, marcó su primer gol como profesional en la goleada por 6-1 frente a Deportivo Municipal. Pese a su temprana edad, se convirtió en un jugador habitual en el equipo titular, redondeando una buena temporada, bajo la confianza de su DT Carlos Bustos, actual director técnico del Club Alianza Lima.

### Regreso a México
Culminado su préstamo, regresó a fines de 2018 a Tigres a formar parte del equipo sub-20. En la veintena de julio, fue prestado al Correcaminos de la Liga de Ascenso de México, para ganar continuidad. Hizo su debut el 2 de agosto de 2019 en la derrota por 4-0 ante Potros de la UAEM y en la siguiente jornada fue expulsado en su primer juego como titular ante Atlante. Tras su regreso a Tigres, hubo problemas con la extensión del contrato y terminó dejando la institución.

## Selección nacional
Dakoi integró la selección sub-20 de Costa de Marfil, con la que participó en el Torneo Esperanzas de Toulon de 2017, disputando cuatro partidos incluida la final contra Inglaterra que perdieron por penales. Costa de Marfil cayó 5-3 en la tanda, tras haber acabado el encuentro 1-1. En este torneo también jugaron Aké Arnaud Loba y Aboubacar Kouyaté, dos de sus compañeros en la San Martín.
Poco después, a fines de julio participó en los Juegos de la Francofonía 2017 con la selección sub-20, donde llegaron a la final perdiendo por penales esta vez ante Marruecos.
En marzo de 2019 fue convocado a la selección sub-23 para disputar la segunda ronda de la Clasificación para el Campeonato Africano Preolímpico de 2020.

## Vida personal
Ha reconocido en una entrevista su admiración por Didier Drogba, un referente en su país, y por N'Golo Kanté, con quien se identifica con su juego.

## Clubes y estadísticas
Actualizado el 2 de octubre de 2019.
| Tigres Premier · México                       | 2018-C           | 3ª               | 11 | 0 | — | — | — | — | 11 | 0 |
| Tigres Premier · México                       | Total club       | Total club       | 11 | 0 | 0 | 0 | 0 | 0 | 11 | 0 |
| Universidad de San Martín · Perú              | 2018             | 1ª               | 34 | 2 | — | — | — | — | 34 | 2 |
| Universidad de San Martín · Perú              | Total club       | Total club       | 34 | 2 | 0 | 0 | 0 | 0 | 34 | 2 |
| Correcaminos · México                         | 2019-A           | 2ª               | 4  | 0 | 1 | 0 | — | — | 5  | 0 |
| Correcaminos · México                         | Total club       | Total club       | 4  | 0 | 1 | 0 | 0 | 0 | 5  | 0 |
| Total en carrera                              | Total en carrera | Total en carrera | 49 | 2 | 1 | 0 | 0 | 0 | 50 | 2 |
| (1)Incluye datos de la Copa México (2019/20). |                  |                  |    |   |   |   |   |   |    |   |

## Palmarés

### Campeonatos internacionales
- 1 Subcampeonato Torneo Esperanzas de Toulon: 2017
- 1 Subcampeonato de fútbol en los Juegos de la Francofonía: 2017

### Distinciones individuales
- Incluido en el equipo ideal del Torneo Apertura de Perú según el portal periodístico DeChalaca.com: 2018[11]
- Nominado a mejor volante derecho de primera línea del Campeonato Descentralizado según el diario Líbero: 2018[12][13]